# BDSM术语列表
BDSM（bondage, discipline, dominance, submission, sadism, masochism）术语一般为BDSM团体所使用。
BDSM活动是BDSM术语的实践。 以下列表包括一般術語和調教，調教是BDSM的實際活動或互動行為。
BDSM是多意義、首字母縮略字的混成詞，泛用於下列任何活动：
- 绑缚和调教
- 支配与臣服：包括角色扮演过程与进行中的关系构造的“主人与仆役（仿君上与臣下）”
- 施虐与受虐

## 一些BDSM术语：
- 24/7: 一種調教方式，甚至是一種生活風格，全天24小時、每週7天維持主奴狀態。
- 尿布：一種調教方式，或是一種戀物喜好，讓成人穿上尿布並排泄在尿布裡，屬於異歲扮演的分類之一。
- 綁縛：一種調教方式，或是一種戀物喜好，用器具或繩子綑綁四肢、軀體，用來限制行動以方便其他調教，或製造受縛者被控制的心理感受。

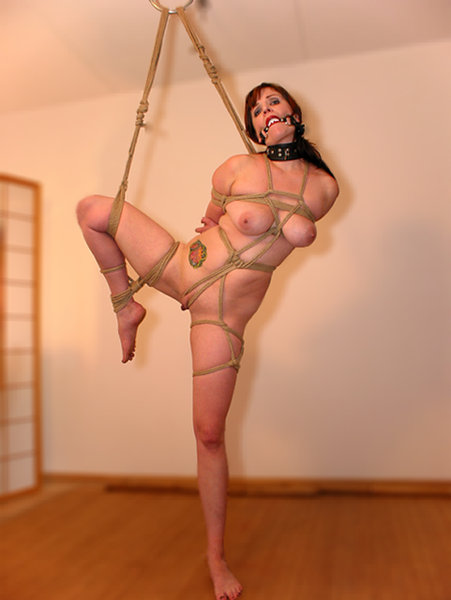
維持不舒服狀態的一種繩縛

- 磨损：一種調教方式，使用粗糙的东西，比如砂纸。
- 恢复：BDSM調教结束后，参与者冷静下来，讨论发生了什么以及他们个人的反应，逐渐回到现实的过程。如果恢复不好，就会导致严重后果。
- 异岁扮演：一種調教方式，通常指父女和母子的角色扮演。不存在乱伦，而是对双亲与子女，老师与学生之间关系的学习。
- 肛門折磨：一種調教方式，對肛門施以痛苦的BDSM行為。
- 动物扮演：一種調教方式，较弱一方扮演成一种动物，如小狗，小马，小牛等。
- 贱卖：一種調教方式，将被虐者卖给出价最高的赌徒（通常是管理和临时工）。
- 底层人：顺从某人，放弃自主权，或者就是听从别人的控制。
- 窒息：一種調教方式，施虐者控制被虐者的呼吸。
- CBT：一種調教方式，对阴茎和睾丸的折磨。
- 強暴幻想：在相互情願的強暴遊戲中，幻想自己是加害或受害者以得到愉悅。
- 薩德主义：以制造痛苦为目的。
- 滴蠟：一種調教方式，支配方将蠟油滴在臣服方身上。
- 安全、理智、知情同意：BDSM与性绑缚社群中很大一部分的人将安全、理智、知情同意当作一个要求安全的口号。
- 摑打屁股：一種調教方式，施虐者以手或工具打被虐者的臀部。
- 灌腸：一種調教方式，將液體灌進肛門。
- 拳交：一種調教方式，將手掌伸進陰道或肛門。

## 註腳
1. ↑  Wiseman, Jay (2001) Ten Tips For The Novice, Single, Heterosexual Submissive Woman